# Dante Lafranconi
Dante Lafranconi (Mandello del Lario, região Lombardia, Italia, 10 de março 1940) é o bispo emerito de Cremona, Itália, desde 16 de novembro de 2015.

## Biografia
Nasceu em Mandello del Lario, na província de Lecco e diocese de Como, em 10 de março de 1940.

### Formação e ministério sacerdotal
Depois de concluir o ensino médio e os estudos teológicos no seminário diocesano, foi ordenado sacerdote em 28 de junho de 1964 pelo bispo Felice Bonomini na catedral de Como.
Completou seus estudos teológicos em Roma, na Pontifícia Universidade Gregoriana, onde obteve a licenciatura em história eclesiástica, e na Academia Alfonsiana, onde obteve o diploma em teologia moral.
Retornou à diocese de Como, onde foi vice-reitor do seminário de 1968 a 1969 e, posteriormente, professor de teologia moral, história da Igreja e patrologia. Na década de 1970, colaborou com a paróquia de Ronago, da qual se tornou cidadão honorário em 2005. Em 1986, foi nomeado delegado episcopal para a pastoral familiar e, em 1991, vigário episcopal para o cuidado dos sacerdotes na primeira década de ordenação.

### Ministério episcopal
Em 7 de dezembro de 1991, foi nomeado bispo de Savona-Noli pelo Papa João Paulo II; sucedeu Roberto Amadei, anteriormente nomeado bispo de Bérgamo. Recebeu a ordenação episcopal em 25 de janeiro de 1992, na catedral de Como, do Bispo Alessandro Maggiolini, tendo como co-consagradores o Arcebispo Franco Festorazzi e o Bispo Teresio Ferraroni. Tomou posse da diocese em 23 de fevereiro do mesmo ano.
Em 2001, juntamente com o jornalista vaticano Luigi Accattoli, publicou o livro-entrevista "Não se cansem do Evangelho. Um Bispo e um Pai para Catequistas e Educadores".
Em 8 de setembro de 2001, o Papa João Paulo II o nomeou bispo de Cremona ; ele sucedeu a Giulio Nicolini, que morreu em 19 de junho. Ele tomou posse da diocese em 4 de novembro seguinte.
Por ocasião da Páscoa de 2006, ele concedeu, em caráter extraordinário, a todos os padres de sua diocese a faculdade temporária de administrar a absolvição àqueles que confessassem ter cometido ou auxiliado na realização de um aborto; essa faculdade normalmente é reservada apenas aos bispos, já que o aborto implica excomunhão. A notícia causou grande comoção na imprensa, desencadeando um longo debate.
Em abril do mesmo ano, na sequência das questões levantadas pelo Cardeal Carlo Maria Martini sobre a fecundação assistida, foi o único membro da Conferência Episcopal Italiana que se manifestou publicamente sobre o «caso Martini» .
Em 26 de maio de 2009, por ocasião da solenidade de Nossa Senhora de Caravaggio, co-padroeira da diocese de Cremona, foi publicada sua súplica à Virgem, ao lado daquelas escritas pelos bispos Danio Bolognini, em 1962, e Fiorino Tagliaferri, em 1982.
Em setembro de 2011, numa entrevista ao Quotidiano Nazionale, declarou que «não há obstáculo dogmático à ordenação de um homem de fé comprovada, que tenha mulher e filhos. É uma hipótese que pode ser discutida como uma das possíveis soluções para estancar a crise de vocações na Europa».
Ele também ocupa o cargo de vice-presidente da Conferência Episcopal Lombarda, com responsabilidade pela família e pela vida, e é membro da Comissão Episcopal para a Doutrina da Fé, Proclamação e Catequese da CEI.
Em 16 de novembro de 2015, o Papa Francisco aceitou sua renúncia ao governo pastoral da diocese de Cremona ao atingir o limite de idade ; ele foi sucedido por Antonio Napolioni, do clero de Camerino-San Severino Marche. Ele permaneceu administrador apostólico da diocese até 30 de janeiro de 2016, quando conferiu a ordenação episcopal, na catedral de Cremona, ao seu sucessor.

## Conexões externas
Site da Diocese